# 太田弘昭
太田 弘昭（おおた ひろあき、1972年7月28日 - ）は、大阪府富田林市出身の高校野球指導者。社会科教諭。

## 経歴
愛媛県立松山商業高等学校では3年生だった1990年に正捕手かつ主将として、夏の愛媛大会決勝で同年春に行われた第62回選抜高等学校野球大会準優勝の新田を延長11回の末に9-8で破って第72回全国高等学校野球選手権大会への出場を果たし、海星（三重）と竜ヶ崎一に勝って3回戦に進出した。大学時代は亜細亜大学硬式野球部でプレーし、同期に入来祐作や沖原佳典がいた。
大学卒業後は母校の松山商、柏原、名古屋産大でコーチを歴任し、2006年8月に京都翔英の監督に就任。それまで夏の京都大会は4回戦が最高成績だった同校を、就任4年目の2010年夏の大会で龍谷大平安や京都学園など初戦から準決勝までの5試合全て甲子園出場経験がある相手を破り決勝に進出した。以降も着実に力をつけ、2012年の秋季京都府大会で初優勝を飾ると、近畿大会では神戸国際大付、履正社、龍谷大平安、報徳学園といった近畿の名だたる強豪を立て続けに破って初出場初優勝の快挙を成し遂げ第43回明治神宮野球大会に近畿地区代表として初出場し、翌2013年春の第85回記念選抜高等学校野球大会に創部19年目の京都翔英を春夏通じて初の甲子園出場に導いた。
その後は寒川での指導を経て、2020年4月に高知中央へ部長として赴任し、同年12月からは監督に就任する。就任3年目の2023年夏に行われた第105回全国高等学校野球選手権高知大会で、準決勝では4大会連続出場を狙った明徳義塾を延長11回タイブレークの末に2-1、決勝では同年春のセンバツ大会2勝の高知を4-3と高知県内2強の両校をいずれも1点差で下して、創部56年目の高知中央を春夏通じて初の甲子園出場に導いた。本大会では四国勢対決となった初戦で川之江に勝ち、同校及び自身の監督として甲子園初勝利を挙げた。高知中央では5年間指導を行ったのち、前任校の寒川で指揮を執っていた香川智彦監督の退任に伴い、2025年4月から寒川に復帰し、監督を務める。

## 主な教え子
松山商
- 吉見宏明（コーチとして）
- 西山道隆（コーチとして）

柏原
- 阿南徹（コーチとして）

京都翔英
- 小野寺暖
- 石原彪
- 山本祐大

## 作品

### DVD
- キャッチャー指導のすべて〜送球、キャッチングから配球まで〝扇の要〟の育成法〜（ジャパンライム） - 指導・解説[1]